# Bannes (Marne)
Bannes település Franciaországban, Marne megyében. Lakosainak száma 248 fő (2022. január 1.). Bannes Vert-Toulon, Broussy-le-Grand, Val-des-Marais, Connantre és Fère-Champenoise községekkel határos.

## Népesség
A település népességének változása:
| Lakosok száma | 271  | 224  | 204  | 252  | 289  | 300  | 273  | 253  | 247  | 248  |
|               | 1968 | 1982 | 1990 | 2006 | 2013 | 2015 | 2017 | 2019 | 2020 | 2022 |